# María Luisa Ferrándiz Manglano
María Luisa Ferrándiz Manglano (Cuart de Poblet, 9 de noviembre de 1962) es  profesora de Farmacología,  que ejerce su función en la Facultad de Farmacia de Universitat de València.

## Biografía
Estudió en el colegio de Nuestra Señora de Loreto, realizando el COU en el colegio San José de los jesuitas. 
Obtuvo la licenciatura en Farmacia en la Universitat de València en el año 1985, defendiendo su tesis de licenciatura en octubre de ese mismo año.
Doctora en Farmacia desde 1989 por la Universitat de València, con la tesis: Modificacion del metabolismo del acido araquidonico por una serie de flavonoides, tiene reconocidos 5 quinquenios docentes y 4 sexenios de investigación. Durante estos años su labor investigadora se ha desarrollado fundamentalmente en el campo de la farmacología de la inflamación.Realizó dos estancias postdoctorales fuera de España, en los laboratorios de investigación del Imperial Chemical Industries(actualmente AstraZeneca) en Macclesfield  (UK) y otra estancia en el Laboratorio de Neurogerontología del Instituto de Neurociencia de la Universidad de Alicante. 
Ha participado en 27 proyectos de I+D (investigación y desarrollo) financiados en convocatorias públicas, 2 de ellos vigentes en la actualidad y en 23 contratos de I+D con empresas farmacéuticas.Todo ello ha dado lugar a la publicación de 77 artículos de investigación en revistas internacionales, y en su mayoría del 1.er y 2.º cuartil de su área, y a 85 comunicaciones a Congresos Nacionales e Internacionales. Ha dirigido o codirigido 12 Tesis Doctorales, 3 Tesis de Licenciatura, 4 DEA y trabajos de fin de máster.
Las líneas de investigación principales en las que ha trabajado son :
- Actividad antiinflamatoria e inmunomoduladora de nuevos compuestos de origen natural y de síntesis

- Determinación de mediadores de la inflamación : citocinas, eicosanoides, especies radicalarias oxigenadas, y actividades enzimáticas

- Aislamiento, cultivo y activación de células implicadas en proceso inflamatorio
- Modelos experimentales de inflamación aguda y crónica
- Implicación de la vía Nrf2/hemooxigenasa 1 (HO-1) en el proceso inflamatorio
- El desarrollo y resolución de procesos inflamatorios crónicos

En los últimos años su investigación se ha centrado especialmente en el desarrollo de modelos animales de artritis y artrosis experimentales, para estudiar los mecanismos implicados en las distintas fases de estas patologías articulares crónicas y poder evaluar nuevas dianas y estrategias terapéuticas. A lo largo de estos años ha colaborado en la organización de diversas actividades científicas (jornadas, seminarios,…) de ámbito nacional e internacional. Ha sido Directora del Programa de Doctorado 135ª de la Universidad de Valencia, impartiendo docencia en diversos cursos de dicho programa de doctorado. Es responsable de 2 de los cursos del máster oficial en “Investigación y uso Racional del Medicamento” del Programa Oficial de Postgrado de Biomedicina y Farmacia de la Universitat de Valencia, con mención hacia la excelencia. Colabora en la impartición de diversos cursos de formación continuada así como de la Nau Gran-Universidad para Mayores. Miembro de la Unidad Mixta de Investigación “Centro de Reconocimiento Molecular y Desarrollo Tecnológico “ de la Universidad Politécnica de Valencia y la Universitat de Valencia, desde diciembre hasta la actualidad. Secretaria del Departamento de Farmacología y Coordinadora de la Unidad Docente de Farmacia desde 2006 a 2009. Ha sido miembro de la RED RIPRONAMED (CYTED); y miembro de la Red temática de investigación cooperativa en Envejecimiento y Fragilidad, RETICEF, desde 2009 hasta la actualidad. Ha participado en varios cursos de especialización tanto en el campo de su investigación como en su faceta docente. Es la profesora responsable del Grupo de Innovación Docente “Farmacología” de la Universitat de Valencia. Ha participado en 14 proyectos de Innovación docente (tanto  del GID de Farmacología, como del Innocentres de la Facultad de Farmacia), siendo la profesora responsable o corresponsable de 7 de ellos. Esta faceta de innovación educativa ha dado lugar a la publicación de 11 artículos docentes y a la presentación de 32 comunicaciones a Congresos de docencia. Ha recibido el Premio a la Excelencia Docente, del Consejo Social de la Universidad de Valencia en noviembre de 2011. Es catedrática de farmacología desde octubre de 2012 y ha sido nombrada Vicedecana de la Facultad de Farmacia de Valencia en 2016.

## Vida personal
Está casada y tiene cuatro hijos.